# Нідгьогг

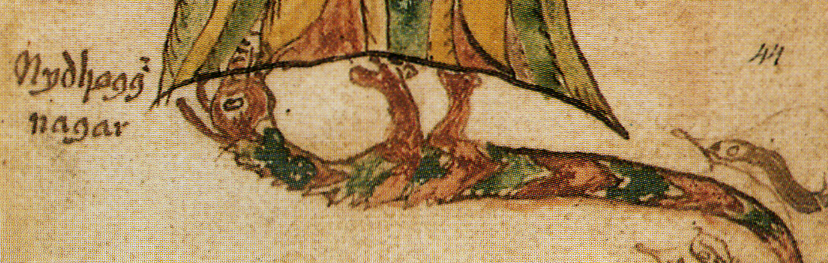
Нідгьогг поїдає коріння Світового Дерева, фрагмент ісландського манускрипту XVII століття

Нідгьогг (давньоскан. Níðhǫggr) — у скандинавській міфології один із великих зміїв (поряд з Йормунгандом, Фафніром та ін.), дракон, що лежить у колодязі Гвергельмір і гризе коріння Іггдрасіля. Також він поїдає перелюбників, клятвопорушників і підлих убивць.
На вершині ясеня Іггдрасілль сидить орел, що має велику мудрість. Він знаходиться у вічній ворожнечі з Нідгьоггом. А білка на ім'я Рататоск снує вгору й униз по стовбуру Іггдрасілля й переносить лайливі слова, якими називають один одного орел і дракон Нідгьогг.

## Нідгьогг у популярній культурі

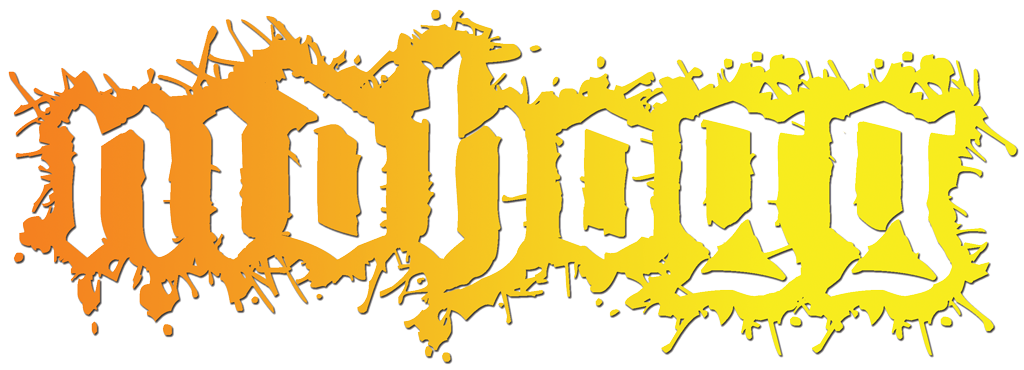
Логотип відеогри Nidhogg

### Кінематограф
- В аніме-серіалі «Soul Eater» це живий корабель, який знищив частину міста з його жителями та зберігав їхні душі.
- В аніме-серіалі «Зрада знає моє ім'я» глава клану Гіо, Такасіро, використовує Нідгьогга для боротьби з Рейгою.
- В аніме-серіалі «Містичний детектив Локі: Рагнарьок» в дванадцятому епізоді «Пастка Замку Дракули» Нідгьогг приймає образ Дракули.

### Відеоігри
- У Disciples II: Dark Prophecy дракон Нідгьогг знищив увесь клан гномів Айронгілл. За легендами гномів, цей змій передрікав Рагнарок — кінець усього живого на землі. Гномам вдалося вбити Нідгьогга й таким чином уникнути кінця світу.
- У Age of Mythology дракон Нідгьогг є створінням, яке підкоряється богині Гель і якого можна призвати для війни з ворогами за умови, якщо гравець обрав головним богом Локі.
- У MMORPG EVE Online таку назву має найменший з авіаносців (англ. carrier) мінматарської раси.
- У MMORPG Ragnarok Online Нідгьоггом називається підземелля, серед монстрів якого є Рататоск, олень Дунейр (який, відповідно до скандинавської міфології, бігає з трьома іншими оленями (Даїном, Двалином та Дуратором) по гілках Іггдрасілля й обгризає листя й кору), три водяних монстри (вони символізують воду з джерела Урд, якою Норни поливають Іггдрасілль) і величезний дракон на ім'я Тінь Нідгьогга.
- У доповненні Legion до MMORPG World of Warcraft Нідгьогг — один із світових боссів, величезний штормовий дракон.
- У доповненні Heavensward до MMORPG Final Fantasy XIV дракон Нідгьогг — головний сюжетний антагоніст, ініціатор і натхненник тисячорічної війни людства с драконами в Ішгарді.
- У Nidhogg Нідгьогг з'їдає переможця.
- У Titan Quest Нідгьогг виступає в ролі боса.